# ماثيو هال (كاتب)
ماثيو هال (بالإنجليزية: Matthew Hall)‏ هو كاتب سيناريو بريطاني، ولد في 1 مايو 1967 في لندن في المملكة المتحدة.

## وصلات خارجية
- الموقع الرسمي
- ماثيو هال على موقع IMDb (الإنجليزية)
- ماثيو هال على موقع قاعدة بيانات الفيلم (الإنجليزية)